# Christos Papoutsis
Christos Papoutsis (Larisa, 11 de abril de 1953) es un economista y político griego que formó parte de la Comisión Europea, poder ejecutivo de la Unión Europea, de 1995 a 1999 cuando la Comisión era presidida por Jacques Santer. En su paso por la comisión destacó por liberalizar el sector de la energía.
Afiliada al PASOK desde 1977 es miembro del Comité central del partido. En el año 1981 fue nombrado Consejor de la Administración Pública por parte del primer ministro Andreas Papandreou, cargo que va a ocupar hasta 1984.
En 1984 fue elegido eurodiputado en el Parlamento Europeo, siendo el jefe de su partido en la cámara y miembro de las comisiones de presupuestos, asuntos exteriores, seguridad y política de defensa. Vicepresidente del grupo del Partido Socialista Europeo en el Parlamento entre 1987 y 1994, al año siguiente pasa al cargo de Comisario Europeo de Energía, adquiriendo así mismo competencias en turismo y pequeñas y medianas empresas. Continua en su cargo durante la comisión interina presidida por Manuel Marín al dimitir Santer. Al final de su mandato abandona la política europea.